# Sultan Ibragimov
Pour les articles homonymes, voir Ibraguimov.
Sultan Ibragimov (en russe : Султан-Ахмед Магомедсалихович Ибрагимов, transcription française : Soultan-Akhmed Magomedsalikhovitch Ibraguimov) est un boxeur russe d’ethnie avar né le 8 mars 1975 à Tliarata dans la république du Daghestan.

## Carrière

### Carrière amateur
En amateur, Ibragimov a remporté la médaille d'argent aux Jeux olympiques de Sydney en 2000 dans la catégorie poids lourds et la médaille d'argent aux championnats d’Europe. En 2001, il remporte la médaille de bronze aux championnats du monde, battu par Odlanier Solís.

### Débuts professionnels
Le 25 mai 2002 il combat pour la première fois en professionnel, dans la catégorie des lourds. Il enchaine 12 victoires consécutives avant de remporter le titre de champion d'Asie WBO en battant Najee Shaheed par KO en 3 rounds en décembre 2004. En l'espace d'un an, il défend sa ceinture à 6 reprises, battant tous ses adversaires avant la limite des 12 rounds. Le 28 juillet 2006 il fait face à l'américain Ray Austin, le vainqueur pourra rencontrer le champion du monde IBF, Wladimir Klitschko. Un upercut droit d'Ibragimov envoie son adversaire à terre au 4e round, Austin envoyant à son tour Ibragimov au sol dans la 10e reprise. Le combat va finalement au bout, les juges rendent un verdict de match nul.

### Champion du monde WBO
Après une nouvelle victoire, le 2 juin 2007, il affronte le champion du monde poids lourds WBO Shannon Briggs, redoutable puncheur invaincu durant ces 5 dernières années. Il devient champion du monde en battant l'américain par décision unanime des juges. Il défend sa ceinture contre la légende des lourds Evander Holyfield le 13 octobre 2007. Sa mobilité lui permet de toucher plus souvent et plus précisément son adversaire vieillissant, il gagne par décision unanime des juges.

### Sultan Ibragimov contre Wladimir Klitschko
Ibragimov devait affronter Ruslan Chagaev mais des problèmes de santé de ce dernier changent la donne : Le 24 février 2008 a lieu le combat de réunification des titres de champion du monde entre Ibragimov qui détient la ceinture WBO, et le champion du monde IBF, Wladimir Klitschko. Une grande partie du combat est très calme, la foule huant les combattants. Dans les derniers rounds, Klitschko touche Ibragimov plus durement, son jab passant régulièrement. Le combat va finalement au bout, Ibragimov perd par décision unanime des juges et met un terme à sa carrière.